# Tashkent Open
El Torneig de Taixkent, conegut oficialment com a Tashkent Open, és un torneig de tennis professional que es disputa anualment sobre pista dura al Tashkent Tennis Center de Taixkent, Uzbekistan. Pertany als International Tournaments del circuit WTA femení.
En el palmarès destaca la belarussa Tatsiana Putxak que ha guanyat en quatre ocasions el torneig en categoria de dobles, cada una amb una parella diferent.

## Palmarès

### Individual femení
| Any               | Campiona                | Finalista           | Resultat         |
| ----------------- | ----------------------- | ------------------- | ---------------- |
| WTA International |                         |                     |                  |
| 2019              | Alison Van Uytvanck     | Sorana Cîrstea      | 6−2, 4−6, 6−4    |
| 2018              | Margarita Gasparyan     | Anastassia Potàpova | 6−2, 6−1         |
| 2017              | Katerina Bondarenko     | Tímea Babos         | 6−4, 6−4         |
| 2016              | Kristýna Plíšková       | Nao Hibino          | 6−3, 2−6, 6−3    |
| 2015              | Nao Hibino              | Donna Vekić         | 6−2, 6−2         |
| 2014              | Karin Knapp             | Bojana Jovanovski   | 6−2, 7−6(4)      |
| 2013              | Bojana Jovanovski       | Olga Govortsova     | 4−6, 7−5, 7−6(3) |
| 2012              | Irina-Camelia Begu      | Donna Vekić         | 6−4, 6−4         |
| 2011              | Ksenia Pervak           | Eva Birnerová       | 6−3, 6−1         |
| 2010              | Al·la Kudriàvtseva      | Ielena Vesninà      | 6−4, 6−4         |
| 2009              | Shahar Pe'er            | Akgul Amanmuradova  | 6−3, 6−4         |
| WTA Tier IV       |                         |                     |                  |
| 2008              | Sorana Cîrstea          | Sabine Lisicki      | 2−6, 6−4, 7−6(4) |
| 2007              | Pauline Parmentier      | Viktória Azàrenka   | 7−5, 6−2         |
| 2006              | Sun Tiantian            | Iroda Tulyaganova   | 6−2, 6−4         |
| 2005              | Michaëlla Krajicek      | Akgul Amanmuradova  | 6−0, 4−6, 6−3    |
| 2004              | Nicole Vaidišová        | Virginie Razzano    | 5−7, 6−3, 6−2    |
| 2003              | Virginia Ruano Pascual  | Saori Obata         | 6−2, 7−6(2)      |
| 2002              | Marie-Gayanay Mikaelian | Tatsiana Putxak     | 6−4, 6−4         |
| 2001              | Bianka Lamade           | Seda Noorlander     | 6−3, 2−6, 6−2    |
| 2000              | Iroda Tulyaganova       | Francesca Schiavone | 6−3, 2−6, 6−3    |
| 1999              | Anna Smashnova          | Laurence Courtois   | 6−3, 6−3         |

### Dobles femenins
| Any               | Campiones                                     | Finalistes                               | Resultat         |
| ----------------- | --------------------------------------------- | ---------------------------------------- | ---------------- |
| WTA International |                                               |                                          |                  |
| 2019              | Hayley Carter Luisa Stefani                   | Dalila Jakupović Sabrina Santamaria      | 6−3, 7−6(4)      |
| 2018              | Olga Danilović Tamara Zidanšek                | Irina-Camelia Begu Raluca Olaru          | 7−5, 6−3         |
| 2017              | Tímea Babos Andrea Hlaváčková                 | Nao Hibino Oksana Kalashnikova           | 7−5, 6−4         |
| 2016              | Raluca Olaru İpek Soylu                       | Demi Schuurs Renata Voráčová             | 7−5, 6−3         |
| 2015              | Margarita Gasparyan Alexandra Panova          | Vera Duixévina Kateřina Siniaková        | 6−1, 3−6, [10−3] |
| 2014              | Aleksandra Krunić Kateřina Siniaková          | Margarita Gasparyan Alexandra Panova     | 6−2, 6−1         |
| 2013              | Tímea Babos Iaroslava Xvédova                 | Olga Govortsova Mandy Minella            | 6−3, 6−3         |
| 2012              | Paula Kania Polina Pekhova                    | Anna Txakvetadze Vesna Dolonc            | 6−2, retirada    |
| 2011              | Eleni Daniïlidu Vitalia Diatchenko            | Liudmila Kitxenok Nadia Kitxenok         | 6−4, 6−3         |
| 2010              | Alexandra Panova Tatsiana Putxak              | Alexandra Dulgheru Magdaléna Rybáriková  | 6−3, 6−4         |
| 2009              | Olga Govortsova Tatsiana Putxak               | Vitalia Diatchenko Ekaterina Dzehalevich | 6−2, 67, [10−8]  |
| WTA Tier IV       |                                               |                                          |                  |
| 2008              | Ioana Raluca Olaru Olga Savchuk               | Nina Bratchikova Kathrin Woerle          | 5−7, 7−5, [10−7] |
| 2007              | Ekaterina Dzehalevich Anastasiya Yakimova     | Tatsiana Putxak Anastassia Rodiónova     | 2−6, 6−4, [10−7] |
| 2006              | Viktória Azàrenka Tatsiana Putxak             | Maria Elena Camerin Emmanuelle Gagliardi | Renúncia         |
| 2005              | Maria Elena Camerin Émilie Loit               | Anastassia Rodiónova Galina Voskobóieva  | 6−3, 6−0         |
| 2004              | Adriana Serra Zanetti Antonella Serra Zanetti | Marion Bartoli Mara Santangelo           | 1−6, 6−3, 6−4    |
| 2003              | Yulia Beygelzimer Tatsiana Putxak             | Li Ting Sun Tiantian                     | 6−3, 7−6         |
| 2002              | Tatsiana Perebiynis Tatsiana Putxak           | Mia Buric Galina Fokina                  | 7−5, 6−2         |
| 2001              | Petra Mandula Patricia Wartusch               | Tatsiana Perebiynis Tatsiana Putxak      | 6−1, 6−4         |
| 2000              | Li Na Li Ting                                 | Iroda Tulyaganova Anna Zaporozhanova     | 3−6, 6−2, 6−4    |
| 1999              | Ievguénia Kulikóvskaia Patricia Wartusch      | Eva Bes Gisela Riera                     | 7−6, 6−0         |